# Vasylkiv
Vasylkiv (en ucraniano: Васильків) es una ciudad de importancia regional de Ucrania perteneciente a la óblast de Kiev. Es la capital del raión homónimo, pero no pertenece al mismo.
En 2013 tiene una población estimada de 36 672 habitantes. Se sitúa junto al río Stuhna. Alberga la base aérea de Vasylkiv desde la Guerra Fría.

## Historia
Recibió el Derecho de Magdeburgo en 1586 y es ciudad desde 1796. Tuvo gran importancia en la Guerra Fría por la base aérea que se ubicó 7 km al norte de la ciudad.

## Demografía
La ciudad ha tenido los siguientes datos de población:
- 1897: 13 132 habitantes;
- 1939: 15 169 habitantes;
- 1970: 26 741 habitantes;
- 2001: 39 722 habitantes.

Según el censo de 2001, la mayoría de la población de la ciudad de Vasylkiv era hablante de ucraniano (87,29%), existiendo una minoría de hablantes de ruso (12,19%).

## Patrimonio

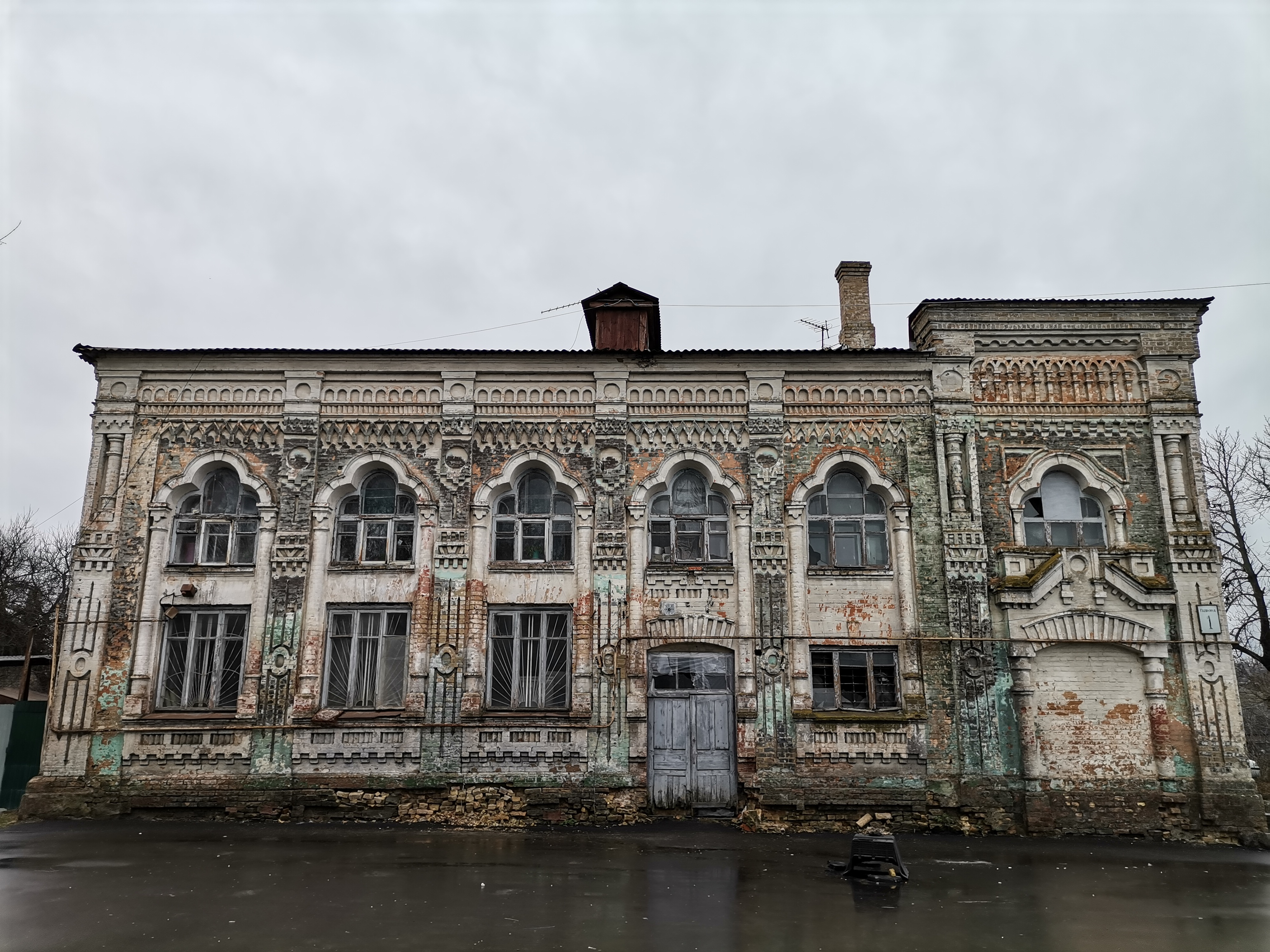
Antigua sinagoga, más tarde parte de la estación de ferrocarril.
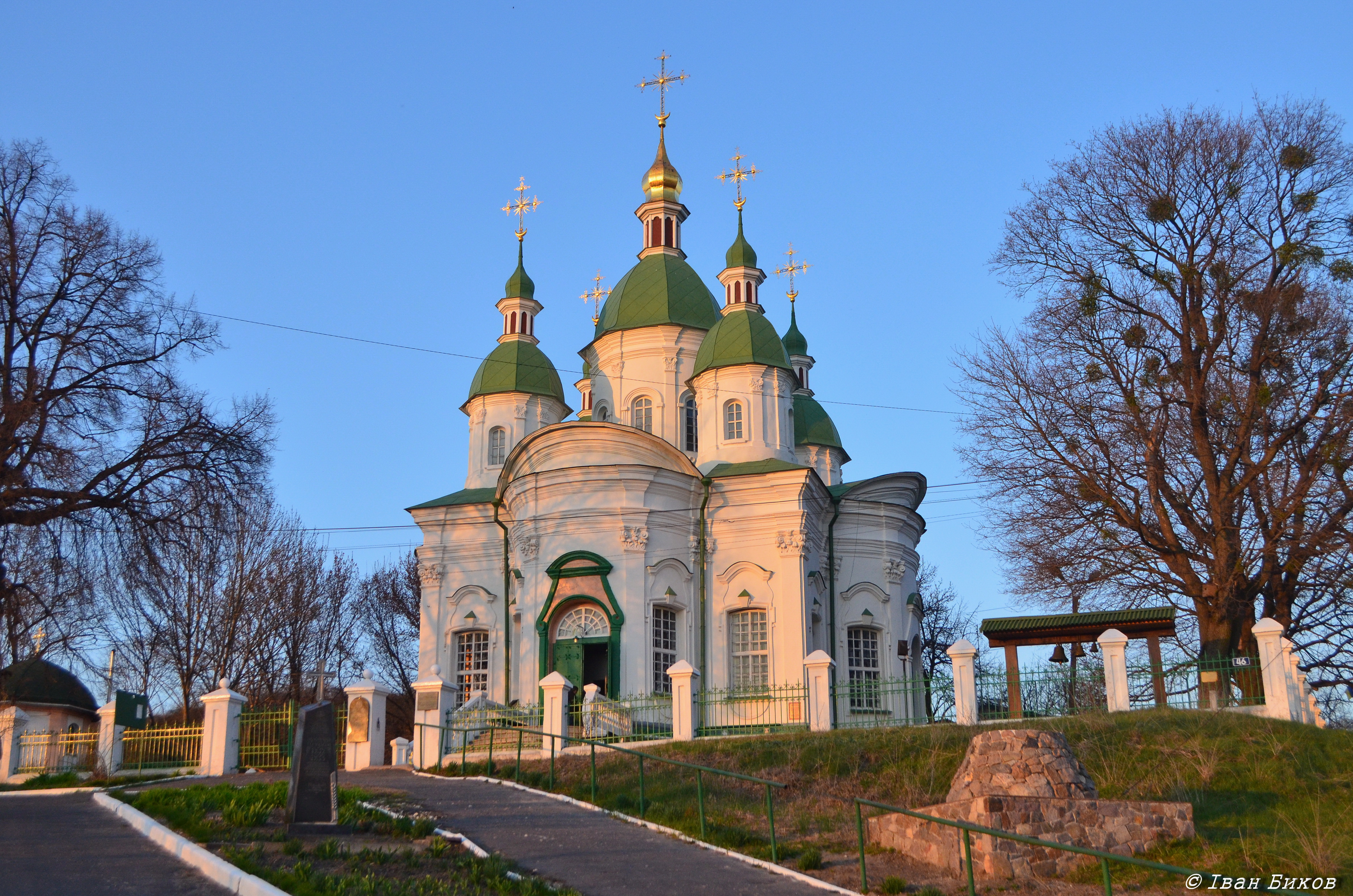
Catedral de San Antonio y San Teodosio.
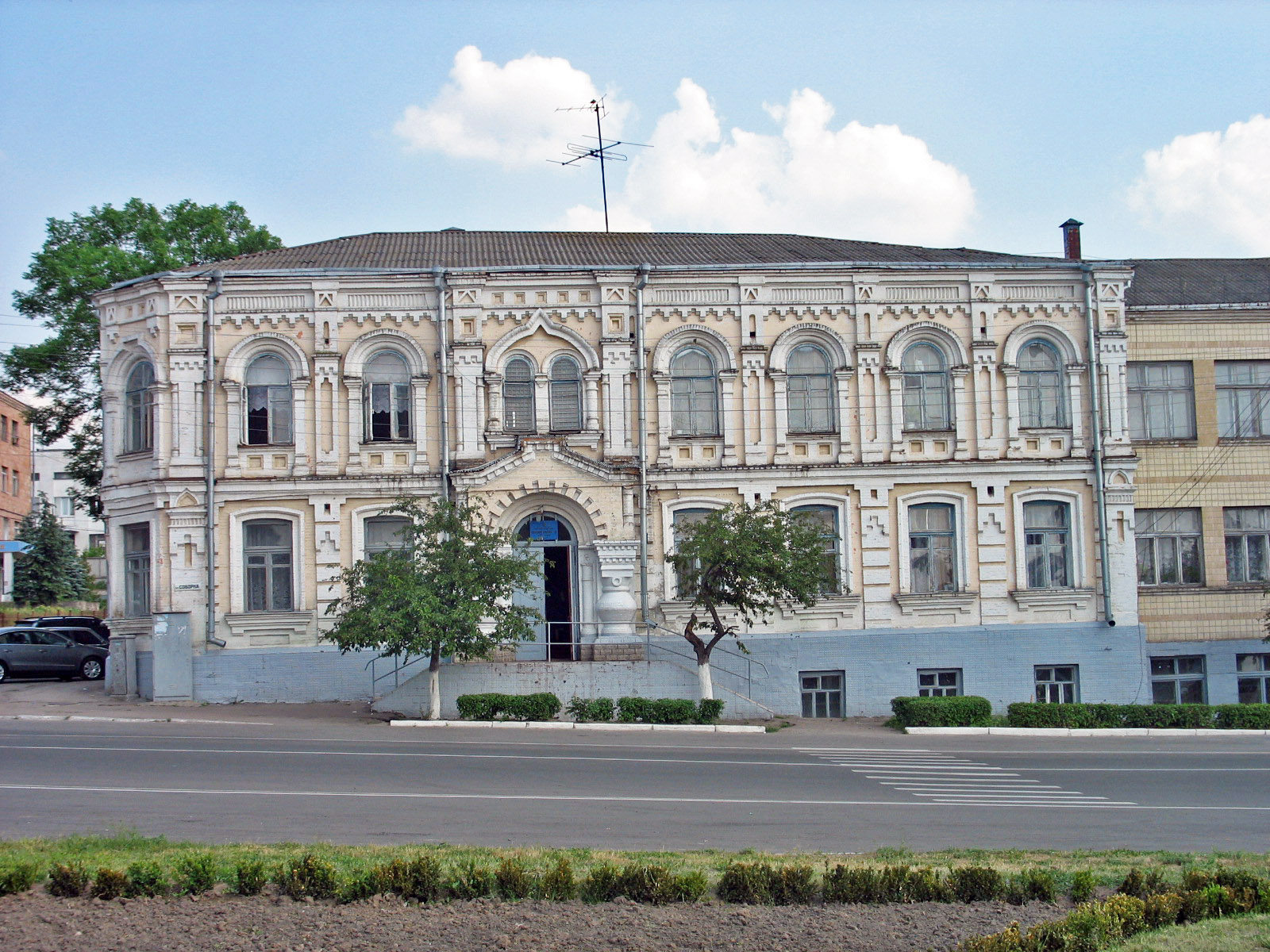
Una calle en la ciudad.